# Quần thể lăng mộ Cao Câu Ly
Lăng mộ Cao Câu Ly tên chính thức Quần thể Lăng mộ Cao Câu Ly là quần thể những ngôi mộ ở Bình Nhưỡng và Nampho, Cộng hòa Dân chủ Nhân dân Triều Tiên. Vào tháng 7 năm 2004, nó trở thành di sản thế giới đầu tiên của Cộng hòa Dân chủ Nhân dân Triều Tiên được UNESCO công nhận. Quần thể này bao gồm 30 ngôi mộ nằm rải rác của vương quốc Cao Câu Ly, một trong Tam Quốc ở bán đảo Triều Tiên. Đây là một trong những vương quốc mạnh nhất ở bán đảo Triều Tiên và Đông Bắc Trung Quốc tồn tại từ năm 37 TCN đến thế kỷ thứ 7.
Hiện có 10.000 ngôi mộ thời Cao Câu Ly nhưng chỉ có khoảng 90 ngôi mộ ở Đông Bắc Trung Quốc và Triều Tiên được khai quật là có các bức tranh tường. Quần thể là nơi chôn cất của các vua chúa, hoàng hậu và các thành viên của gia tộc hoàng gia. Những bức tranh độc đáo được tìm thấy tại các ngôi mộ mang đến một cái nhìn độc đáo về cuộc sống hàng ngày thời Cao Câu Ly. Trong số quần thể được đưa vào danh sách Di sản thế giới có cả lăng mộ của vua Đông Minh.